# Liste der Monuments historiques in Terjat
Die Liste der Monuments historiques in Terjat führt die Monuments historiques in der französischen Gemeinde Terjat auf.

## Liste der Objekte
| Bezeichnung | Beschreibung                                          | Standort                       | Kennzeichnung | Schutzstatus | Datum | Bild |
| ----------- | ----------------------------------------------------- | ------------------------------ | ------------- | ------------ | ----- | ---- |
| Hochaltar   | Altar, Tabernakel und sieben Statuen, 18. Jahrhundert | in der Kirche St-Martin (Lage) | PM03000598    | Classé       | 1991  |      |